# Ágios Nikólaos (Athènes)
Pour la station de métro, voir Ágios Nikólaos (métro d'Athènes).
Pour les articles homonymes, voir Agios Nikolaos.
Ágios Nikólaos (en grec moderne : Άγιος Νικόλαος, en français : Saint Nicolas) est nommé en référence à l'église Ágios Nikólaos, implantée dans ce même quartier. Il s'agit d'un quartier au nord d'Athènes, en Grèce. Il se trouve à proximité des quartiers Káto Patíssia et Ágios Pandeleímonas.

## Source
- (el) Cet article est partiellement ou en totalité issu de l’article de Wikipédia en grec moderne intitulé « Άγιος Νικόλαος (Αθήνα) » (voir la liste des auteurs).